# Jacques de Lalaing

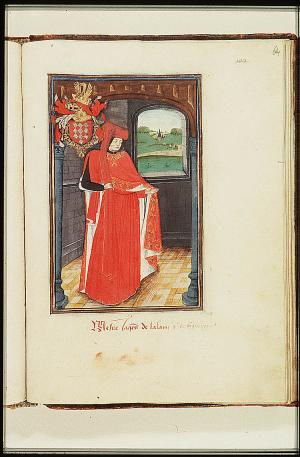
Jacques de Lalaing im Statutenbuch des Ordens (Den Haag, KG, 76 E 10, fol. 64r)

Jacques de Lalaing, genannt le bon chevalier (* 1421; † 3. Juli 1453 in Poeke), war im zweiten Viertel des 15. Jahrhunderts einer der bekanntesten Turnierkämpfer. 1451 wurde er in den Orden vom Goldenen Vlies aufgenommen.

## Leben
Jacques Lalaing war der älteste Sohn von Guillaume de Lalaing, Seigneur de Lallaing, und Jeanne de Créquy, Dame de Bugnicourt, und damit der Neffe von Simon de Lalaing. Er stand anfangs im Dienst des Herzogs von Kleve, später dann im Dienst von Philipp dem Guten, Herzog von Burgund. Um 1440 war er einer der bedeutendsten Turnierritter. Er war so bekannt, dass bereits kurz nach seinem Tod eine Lebensbeschreibung über ihn verfasst wurde.
1451 wurde Jacques de Lalaing nach einem Turnier in Gent in den Orden vom Goldenen Vlies aufgenommen; gemeinsam mit Jean Le Fèvre de Saint-Remy als Wappenkönig sowie dem Ordensritter Jean II. de Croÿ reiste er nach Sizilien, um den mit ihm aufgenommenen Iñigo de Guevara und Pedro de Cardona die Ordenskette zu überbringen.
Danach setzte Herzog Philipp ihn bei der Unterdrückung des Aufstands der Genter (1449–1453) ein. Er nahm an der Belagerung von Oudenaarde teil sowie an der Schlacht von Lokeren (1453). Bei der Beschießung des Kastells von Poeke wurde er getötet. Er war der erste europäische Adlige, der durch einen Kanonenschuss starb.
Jacques de Lalaing wurde in der Kirche von Lallaing bestattet. Dort befand sich in der Chapelle Notre-Dame bis zur Revolution ein Gisant mit dem Epitaph: Chy gist le bon chevalier messire Jacques de Lallaing, aisné filz de hault et noble monsieur Guille, seigneur de Lallaing, quy trepassa au siege devant Poucques le III jour du mois de juillet de l'an mil CCCC et LIII.

## Trivia
Die Ständige Vertretung der Bundesrepublik Deutschland bei der EU hat ihren Sitz in 8-14, rue Jacques de Lalaing, 1040 Bruxelles.

## Werke
- Le livre des faits de Jacques de Lalaing, hg. von J. A. C. Buchon, Collection des chroniques et mémoires sur l'histoire de la France, Paris, 1839, Band 9.
- Le livre des faits du bon chevalier messire Jacques de Lalaing, in: Georges Chastellain, Œuvres, hg. von Joseph M. B. C. Kervyn de Lettenhove, Brüssel, Heussner, 1863–1866, 8 Bände, hier Band 8, S. 188–246. (die Zuschreibung der Chronik zu Chastelain wird heute bezweifelt).[3]
- Paul Rudnitzki: Der Turnierroman Livre des faits du bon chevalier Messire Jacques de Lalaing in der Anholter Handschrift, nebst einem Exkurs über den Verfasser, Münster, Aschendorffscher Verlag (Forschungen und Funde, 4, 1), 1915, 26 S. + 21 pl.